# Léon Lavedan
Pour les articles homonymes, voir Lavedan (homonymie).
Hubert Léon Lavedan, né le 18 juin 1826 à Vouvray (Indre-et-Loire) et mort le 27 janvier 1904 à Paris, est un journaliste et haut fonctionnaire français. Un de ses noms de plume est Philippe de Grandlieu.

## Biographie
Léon, né dans une famille catholique, est élève du collège de Tours. Il commence sa carrière de journaliste en 1848 comme directeur de La France centrale à Blois. Avec le soutien de l'évêque d'Orléans Félix Dupanloup, il fonde en 1850 ou en 1853 le Moniteur du Loiret. Monarchiste et catholique, du camp de l'évêque Dupanloup, il est en opposition à Louis Veuillot. En mars 1856 un article de Lavedan cause dans les organes de presse royaliste la querelle des drapeaux : est-ce que le comte de Chambord accepte le drapeau tricolore ou tient-il au drapeau blanc des royalistes? Cette querelle revient dans les années 1870.
Le Moniteur du Loiret est supprimé en 1858 par le gouvernement de l'Empire et Lavedan part alors à Paris pour devenir jusqu'à 1862 rédacteur de L'Ami de la religion, feuille cléricale dans laquelle il écrit les Bulletins politiques, et il est correspondant de L'Universel, un quotidien catholique libéral bruxellois qui a existé de 1859 à 1861. À partir de 1862, il est rédacteur du Correspondant. Au Correspondant, il devient un protégé d'Alfred de Falloux et d'Albert de Broglie. Lavedan s'opposait dans ses écrits au régime impérial. Pour cela, il subit des condamnations et passe un mois en prison à Sainte-Pélagie en mai 1864. Dans Le Correspondant il est entre autres l'auteur des rubriques Revue politique de la quinzaine et Évenements du mois.
Pendant la guerre de 1870-71, il dirige Le Français à Tours, puis il est préfet de la Vienne de 1871 à 1874.
Nommé le 22 janvier 1874 préfet de la Loire-Inférieure, il est considéré un préfet incapable et il est muté en septembre de cette même année administrateur adjoint de la Bibliothèque nationale de France (BNF) auprès de Léopold Delisle, qui venait d'être nommé administrateur général de la BNF. En 1875, il devient directeur du Correspondant. À l'occasion de la crise du 16 mai 1877, il est nommé le 24 mai 1877 par le 3e gouvernement de Broglie directeur de la Presse au ministère de l'intérieur. Il s'occupe peu du ministère, il écrit chaque semaine un Bulletin des Communes à De Broglie et s'occupe à la répression de la presse. Cela a influencé négativement[pas clair] les élections de novembre 1877.
Quand tombe le gouvernement de Broglie en novembre 1877, il quitte ce poste et l'administration. Rédacteur en chef du Correspondant jusqu'à 1902, il publie entre 1780 et 1790 également des chroniques politiques dans Le Figaro sous les pseudonymes de René de Logueval et surtout de Philippe de Grandlieu.
Le journaliste allemand Michael Georg Conrad, qui visite Le Figaro, a un jugement assez sévère sur Léon Lavedan : « polémiste ultraconservateur de force médiocre, sans physionomie stylistique personnelle ». L'écrivain français Maxime du Camp est un peu moins sévère : « Le comte Lavedan, ultra-clérical, ultra-légitimiste, fort honnête homme et de convictions profondes, est celui qui signe du pseudonyme de Grandlieu les articles un peu trop "conservateurs" du Figaro ».

## Famille
Léon Lavedan est le père de l'écrivain et académicien Henri Lavedan (1859-1940) et le gendre du journaliste Auguste Boucher (1837-1910).

## Œuvre, sélection
- Mgr Dupanloup in : Le Correspondant, 25 octobre 1878.
- Un roi et un diplomate in : Le Correspondant, 10 mai 1881.

Sous le nom de plume Ph. de Grandlieu:
- M. Gambetta et la guerre, Paris 1881 [lire en ligne].
- La Vraie George Sand in : Le Figaro, 16 janvier 1881, et Encore George Sand, in: Le Figaro, 23 janvier 1881.
- Corbeaux républicains, 1882.
- Les crimes méconnus, in : Le Figaro, 24 avril 1886.
- Le drapeau in: Le Figaro, 9 février 1887.
- Les deux Empereurs, in: Le Figaro, 31 octobre (1893 ?)

## Honneurs
- Chevalier de la Légion d'Honneur le 11 octobre 1873[16].
- Comte (Noblesse pontificale), nommé par le Pape Léon XIII le 23 décembre 1879 en récompense des services rendus à la religion[17].